# 珍珠山乡 (尚志市)
珍珠山乡是中国黑龙江省哈尔滨市尚志市下辖的一个乡。